# Општина Нови Бечеј
Општина Нови Бечеј је једна од општина у Републици Србији. Налази се у АП Војводина и спада у Средњобанатски округ. По подацима из 2004. општина заузима површину од 609 km² (од чега на пољопривредну површину отпада 53.575 ha, а на шумску 478 ha). Седиште општине је градско насеље Нови Бечеј. Општина Нови Бечеј се састоји од 4 насеља: 1 градског и 3 сеоска насеља. Према подацима са последњег пописа 2022. године у општини је живело 19.886 становника (према попису из 2011. било је 23.925 становника). По подацима из 2004. природни прираштај је износио -7,1‰, a број запослених у општини износи 4.727 људи. У општини се налази 5 основних и 2 средњих школа. У њен састав, поред градског насеља Нови Бечеј, улазе три мања насеља, села: Ново Милошево, Кумане и Бочар.
Општина је углавном аграрних карактеристика и становништво се углавном бави пољопривредом. Индустрија је слабо развијена, а једина фабрика која још увек опстаје је фабрика кровних црепова и зидне грађе „Полет“. У Новом Милошеву је донедавно радила и хемијска индустрија „Хином“, смештена у средњовековном замку Кастел, али је планирано да буде преуређена у бању.

## Насеља

### Градска
| # | Име         | Статус         |
| - | ----------- | -------------- |
| 1 | Нови Бечеј1 | градско насеље |

Напомене:

1 Седиште општине

### Сеоска
| # | Име           | Статус        |
| - | ------------- | ------------- |
| 1 | Бочар         | сеоско насеље |
| 2 | Кумане        | с. н.         |
| 3 | Ново Милошево | с. н.         |

## Становништво
Према попису из 2011. године општина има 23.925 становника.

## Етничка структура
| Етнички састав према попису из 2011.‍ | Етнички састав према попису из 2011.‍ | Етнички састав према попису из 2011.‍ | Етнички састав према попису из 2011.‍ | Етнички састав према попису из 2011.‍ |
| ------------------------------------ | ------------------------------------ | ------------------------------------ | ------------------------------------ | ------------------------------------ |
|                                      |                                      |                                      |                                      |                                      |
| Срби                                 | Срби                                 |                                      | 16.132                               | 67,43%                               |
| Мађари                               | Мађари                               |                                      | 4.319                                | 18,05%                               |
| Роми                                 | Роми                                 |                                      | 1.295                                | 5,41%                                |
| Југословени                          | Југословени                          |                                      | 83                                   | 0,35%                                |
| Албанци                              | Албанци                              |                                      | 72                                   | 0,33%                                |
| Хрвати                               | Хрвати                               |                                      | 66                                   | 0,28%                                |
| Румуни                               | Румуни                               |                                      | 59                                   | 0,25%                                |
| Македонци                            | Македонци                            |                                      | 42                                   | 0,18%                                |
| Црногорци                            | Црногорци                            |                                      | 27                                   | 0,11%                                |
| Словаци                              | Словаци                              |                                      | 15                                   | 0,06%                                |
| Немци                                | Немци                                |                                      | 14                                   | 0,06%                                |
| Руси                                 | Руси                                 |                                      | 14                                   | 0,06%                                |
| Муслимани                            | Муслимани                            |                                      | 11                                   | 0,05%                                |
| Словенци                             | Словенци                             |                                      | 8                                    | 0,03%                                |
| Бугари                               | Бугари                               |                                      | 4                                    | 0,02%                                |
| Русини                               | Русини                               |                                      | 4                                    | 0,02%                                |
| Бошњаци                              | Бошњаци                              |                                      | 3                                    | 0,01%                                |
| Буњевци                              | Буњевци                              |                                      | 3                                    | 0,01%                                |
| Украјинци                            | Украјинци                            |                                      | 2                                    | 0,01%                                |
| Власи                                | Власи                                |                                      | 1                                    | 0,01%                                |
| остали                               | остали                               |                                      | 29                                   | 0,12%                                |
| регионална припадност                | регионална припадност                |                                      | 306                                  | 1,28%                                |
| неизјашњени                          | неизјашњени                          |                                      | 838                                  | 3,50%                                |
| непознато                            | непознато                            |                                      | 578                                  | 2,42%                                |
| укупно: 23.925                       |                                      |                                      |                                      |                                      |

## Галерија
- Некадашњи дворац породице Карачоњи у Новом Милошеву
- Српска православна црква у Новом Милошеву (Карлово)
- Основна школа „Др Ђорђе Јоановић” у Новом Милошеву
- Остаци некадашње средњовековне цркве која је остала упамћена као Арача.
- Житни магацин, данас музеј у Новом Милошеву
- Православна црква у Бочару
- Зграда некадашње општине
- Српска православна црква Светог Јована Претече у Новом Бечеју у делу села који се зове Врањево
- Тиски кеј
- центар села Кумане
- Римокатоличка црква и стара основна школа после обнове 2011
- Православна црква у Новом Бечеју
- Капела „Манастир“ у Новом Бечеју
- Бисерно острво
- Дворац Соколац
- Капела на православном гробљу задужбина Миланка Станковића у Новом Бечеју
- Римокатоличка црква у Врањеву
- Музеј Жеравица у Новом Милошеву
- Српска православна црква у Новом Милошеву (Беодра)
- Католичка црква Марије Магдалене у Новом Милошеву
- Иконостас у цркви у Новом Милошеву (Карлово)
- Житни магацин у Новом Бечеју
- Цртеж млађег дворца Беодри који није сачуван до данас

## Познате личности
- Јосиф Маринковић
- Ранко Жеравица